# Jean Krier
Jean Krier (Ciutat de Luxemburg, 2 de gener de 1949 - 12 de gener de 2013) fou un poeta luxemburguès. El 2011 va rebre el Premi Adelbert von Chamisso a la millor obra d'un autor no alemany i el Premi Servais a la millor obra luxemburguesa. En els dos casos el premi el va rebre per la seva obra Herzens Lust Spiele. El jurat del premi Chamisso va esmentar com l'obra proveïa d'un enriquiment original i impressionat la poesia alemanya. Va estudiar literatura alemanya i anglesa a Friburg de Brisgòvia, i posteriorment visqué i treballà a Luxemburg. Va publicar poemes en alemany en mitjans com el NDL (NeueDeutscheLyriker), Manuskripte: Zeitschrift für Literatur, Akzente: Zeitschrift für Dichtung, Das Gedicht: Zeitschrift für Lyrik, Essay und Kritik and Poet-magazin, etc.

## Obres
- "Herzens Lust Spiele", poetenladen, Leipzig, 2010
- "Gefundenes Fressen", Rimbaud, Aachen, 2005
- "Tableaux/Sehstücke", Gollenstein, Blieskastel, 2002
- "Bretonische Inseln", Landpresse, Weilerswist, 1995